# Alfons Thoma
Alfons Thoma (* 13. März 1917; † 4. September 2011 in Bonn) war ein deutscher Eisenbahningenieur.

## Biographie
Thoma promovierte 1956 an der Technischen Universität Darmstadt und nahm anschließend eine Stelle bei der Deutschen Bundesbahn an. Später war er neun Jahre im Bundesverkehrsministerium für den Bau von Neubaustrecken zuständig, bevor er von 1977 bis 1982 als Präsident der Bundesbahndirektion München tätig war. Unter seiner Leitung wurden der Rangierbahnhof München-Nord und der Containerbahnhof Riem gebaut.
Nach dem Ende seiner Karriere engagierte sich Thoma ehrenamtlich im Verkehrs- und Technikbereich. Von 1985 bis 2005 war er Vorsitzender der Gesellschaft für rationale Verkehrspolitik (GRV) und von 1987 bis 1995 der Bezirksvereinigung Südbayern der Deutschen Verkehrswissenschaftlichen Gesellschaft. Beim Umbau des Kongresssaals des Deutschen Museums vom Konzertsaal zum 1993 eröffneten Forum der Technik mit Planetarium und IMAX-Kino war er in maßgeblicher Funktion beteiligt. 2007 gab der Gartenliebhaber schließlich ein Blumenbuch heraus.
Thoma wurde für sein Wirken vielfach ausgezeichnet, unter anderem mit dem Bayerischen Verdienstorden, dem Großen Österreichischen Verdienstorden und der Medaille München leuchtet. Er war Ehrensenator der Technischen Universität München.
Thoma starb 2011 im Alter von 94 Jahren in Bonn.

## Werke
- Vorausbestimmung von Auswirkungen des untertägigen Bergbaues auf das Eisenbahngleis. Dissertation, 1956.
- Kommentar zur Eisenbahn-Bau- und Betriebsverordnung. Hestra Verlag, Darmstadt 1969.
- Die Fahrkarte. Symbol der Überwindung von Raum und Grenzen. Hestra Verlag, Darmstadt 1985. (als Hrsg.)
- Kommentar zur Eisenbahn-Bau- und Betriebsverordnung. 2. Auflage. Hestra Verlag, Darmstadt 1994.
- Kommentar zur Eisenbahn-Bau- und Betriebsverordnung. 3. Auflage. Hestra Verlag, Darmstadt 1996.
- Mein Blumenbuch: Bestimmen und Dokumentieren der Pflanzen des eigenen Gartens mit einer Digitalkamera. Köllen Verlag, Bonn 2007.